# La Bague (film)
Pour les articles homonymes, voir La Bague (homonymie).

La Bague est un film muet français réalisé par Louis Feuillade sorti en 1909.

## Distribution
- Alice Tissot
- Maurice Vinot
- Renée Carl